# Катенька (острів)
Катенька — острів на півдні Україні, а саме в Ізмаїльському районі Одеській області. Неподалік м. Кілія.

## Географія
Острів Катенька розташований в Одеській області на відстані 600 км на південь від Києва.

## Клімат
Клімат напівбореальний. Середня температура 12 °C. Найтепліший місяць — липень з температурою 26 °C, найхолодніший — грудень з температурою −2 °C. Середня кількість опадів становить 683 міліметри на рік. Найвологіший місяць – січень, випало 110 міліметрів опадів, а найсухіший – березень, де випало 19 міліметрів.